# Seeblibach
Der Seeblibach ist ein rund fünf Kilometer langer, nordwestlicher und linker Zufluss der Grossen Fontanne südlich des Napf im Amt Entlebuch. Er ist ein mittelsteiles, mittleres Fliessgewässer der montanen, karbonatischen Alpennordflanke.

## Geographie

### Verlauf

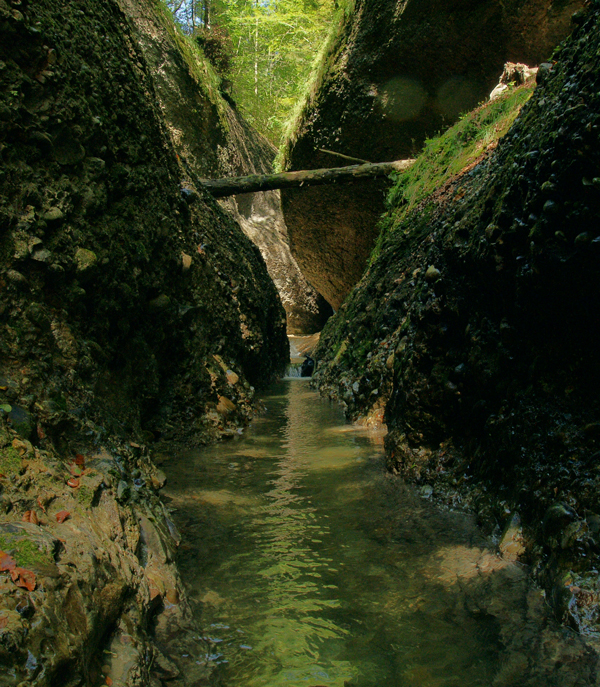
Seeblibach im Entlebuch

Der Seeblibach entspringt auf einer Höhe von etwa 1100 m ü. M. südlich von Ober Rathuse unweit der Grenze zum Kanton Bern.
Er fliesst zunächst in östlicher Richtung durch ein bewaldetes Tal und nimmt nach etwa 1,3 km bei Längebode auf seiner linken Seite den dort etwas längeren Sprossemoosgraben auf. Der Seeblibach wendet sich nun nach Südosten und umfliesst das ungefähr 1075 m ü. M. hohe Under Egelshorn. Kurz darauf wird er abermals auf der linken Seite vom Egelshorngraben gespeist. Danach läuft der Seeblibach wieder mehr ostwärts am Gehöft Drachlis vorbei und biegt dann südlich des 1030 m ü. M. hohen Bunis nach Südosten ab. Westlich von Under Grossegg fliesst ihm auf seiner linken Seite sein wichtigster Zufluss, der etwa 5 km lange Goldbach, zu, der ihn dort an Länge etwa um einen Kilometer übertrifft. 
Unterhalb des Sonnweidli und nördlich des Glashüttelochs mündet der von Nordwesten kommende Seeblibach schliesslich auf einer Höhe von 749 m ü. M. von links in die von Südwesten heranziehende Grosse Fontanne.
Der etwa 5,2 km lange Lauf des Seeblibachs endet ungefähr 351 Höhenmeter unterhalb seiner Quelle, er hat somit ein mittleres Sohlgefälle von circa 68 ‰.

### Einzugsgebiet
Das 12,3 km² grosse Einzugsgebiet des Seeblibachs liegt im Entlebuch und wird durch ihn über die Grosse Fontanne, die Kleine Emme, die Reuss, die Aare und den Rhein zur Nordsee entwässert.
Es besteht zu 66,2 % aus bestockter Fläche, zu 31,3 % aus Landwirtschaftsfläche, zu 1,7 % aus Siedlungsfläche und zu 0,9 % aus unproduktiven Flächen.
Die Flächenverteilung

### Zuflüsse
Direkte und indirekte Zuflüsse, jeweils von der Quelle zur Mündung. Namen nach dem Geopotal Luzern, Längen in Kilometern (km) und Einzugsgebiete in Quadratkilometern (km²) nach dem Geoserver der Schweizer Bundesverwaltung
- Chrishüttegraben (rechts), 0,4 km
- Sprossemoosgraben (links), 1,6 km
- Egelshorngraben (links), 2,3 km, 2,49 km²
  - Tämpelgraben (links), 1,2 km
- Goldbach (links), 5,1 km, 4,49 km²
  - Länggratgraben (rechts), 0,9 km
  - Gadestattligraben (rechts), 1,3 km

## Hydrologie
An der Mündung des Seeblibachs in die Grosse Fontanne beträgt seine modellierte mittlere Abflussmenge (MQ) 320 l/s, und sein Abflussregimetyp ist nivo-pluvial préalpin.
Der modellierte monatliche mittlere Abfluss (MQ) des Seeblibachs in l/s

## Wirtschaft

### Köhlerei

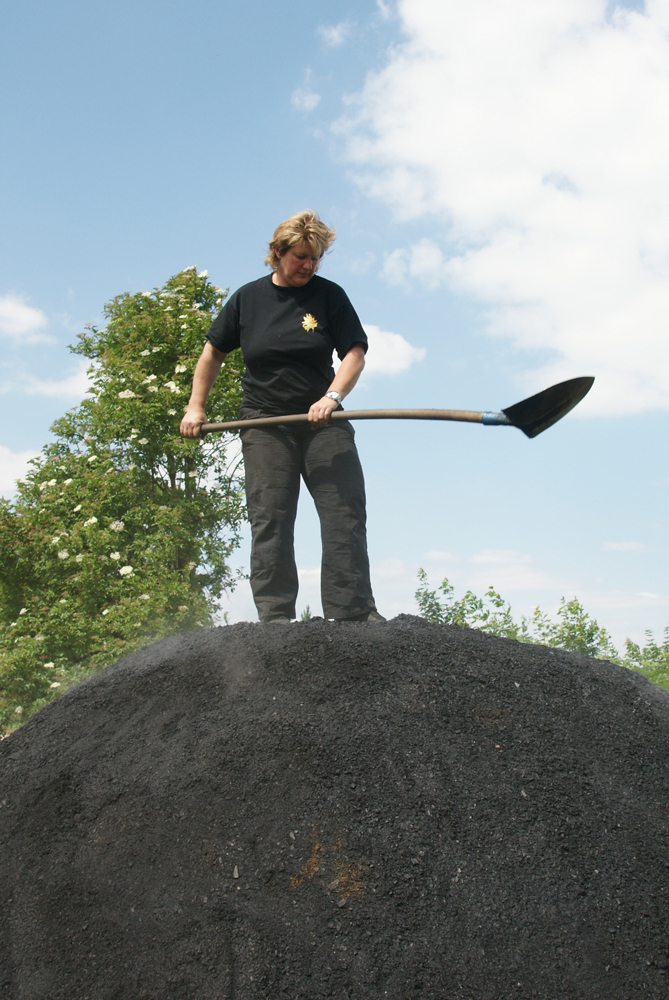
Köhlerin bei der Arbeit

Die Wälder haben sich von der Glasproduktion wieder erholt und im Drachslis, einem Hof am Seeblibach, sind seit 1977 wieder regelmässig Köhler am Werk, die grosse Mengen Holzkohle (ca. 100 Tonnen pro Jahr) traditionell mit Kohlemeilern herstellen.

### Goldvorkommen
Der Seeblibach hat wie alle Flüsse und Bäche im Napfbergland überregionale Bekanntheit durch seine Goldvorkommen, die zwar klein, dafür extrem rein sind.

### Glasbläserei
Wegen des feinen Quarzsandes und der umliegenden Wälder zogen Seeblibach und Fontanne im 18. Jahrhundert die ersten Glasmacher an. 1741 liessen sich Glasmacher aus dem Schwarzwald unterhalb der Pilgereggweid am Seeblibach nieder.
Nach kurzer Zeit zählte der Weiler mehr als zehn Gebäude, zu denen auch eine Kapelle und eine Schenke gehörten; und die Glashütte beschäftigte teilweise mehr als hundert Personen.
1781 waren die Holzvorkommen um die Glashütte vollständig erschöpft, und die Glashütte an Fontanne und Seeblibach konnte nicht länger betrieben werden. Sie wurde aufgegeben und eine neue Glashütte in Flühli aufgebaut, bis auch dort die Holzvorkommen erschöpft waren. Um 1817 erbaute man in Hergiswil am See die heutige „Glasi Hergiswil“. 
An die Glashütten erinnert heute noch der Flurname „Glashüttli“ etwa hundert Meter westlich vom Einfluss in die Grosse Fontanne. Die Siedlung Pilgereggweid ist ebenfalls nur noch durch den gleichnamigen Flurnamen bekannt.